# La Fleur en papier doré
La Fleur en papier doré (en dialecte bruxellois : Het Goudblommeke in papier) est un bar historique situé aux numéros 53-55, rue des Alexiens, à Bruxelles, en Belgique, connu notamment pour être un lieu important de la vie culturelle bruxelloise et pour avoir été un repaire d'artistes, des surréalistes en premier lieu, mais également du Mouvement Cobra. C'est le plus ancien établissement de ce type encore en activité dans la commune de Bruxelles et le deuxième si l'on élargit au périmètre de Bruxelles Capitale.

## Histoire
Le café occupe l'une des rares petites maisons du XVIIe siècle à avoir survécu au bombardement de Bruxelles. En partie réaménagé après 1830, un cabaret artistique s'y ouvre au début du XXe et devient le rendez-vous des peintres et écrivains surréalistes belges à partir des années 1920. Tenu par Geert van Bruaene de 1944 à sa mort en 1964, l'estaminet est notamment fréquenté par René Magritte, et d'autres artistes ensuite. Hergé s'y rend souvent, ainsi que Pierre Alechinsky, Louis Scutenaire et Jacques Brel.
Le café reste ensuite un rendez-vous artistique et littéraire,,,.

## Le café actuel
Le café, en faillite en 2006, est repris par un groupe d'amis qui crée une société coopérative à responsabilité limitée, puis est ouvert à nouveau, le 12 octobre 2007, après une année de restauration et de rénovation.
En 2022, la société coopérative est en faillite à cause de la pandémie de Covid-19 et de l'inflation liée à la guerre en Ukraine. Depuis mai 2023 le CPAS de Bruxelles, propriétaire des lieux, a confié la gestion à l'équipe de la Brasserie Verschueren,, autre café historique, situé dans la commune de Saint-Gilles. La nouvelle gérance a abandonné l'activité de restauration pour se concentrer sur l'offre du bar et les activités culturelles.
En janvier 2025, La fleur en papier doré est classé meilleur bar d’Europe par The European Bar Guide, avec une note de 9,7 sur 10,.

## Décor
Les murs du café sont recouverts de 418 œuvres, photographies, textes et objets réunis par Gérard van Bruaene, et également d'aphorismes écrits de sa main à même le mur.
Le café et son décor sont classés depuis 1997, et cette décoration, documentée dans son état d'alors, ne peut donc pas être modifiée.
Depuis mai 2011, la cour intérieure de La Fleur en papier doré accueille une fresque de bande dessinée réalisée par les dessinateurs DeMarck et DeWulf (Stam et Pilou (nl)).
À la reprise en 2022 par le nouveau gestionnaire, la fresque, jugée sexiste, est conservée mais dissimulée derrière un rideau et visible à la demande.

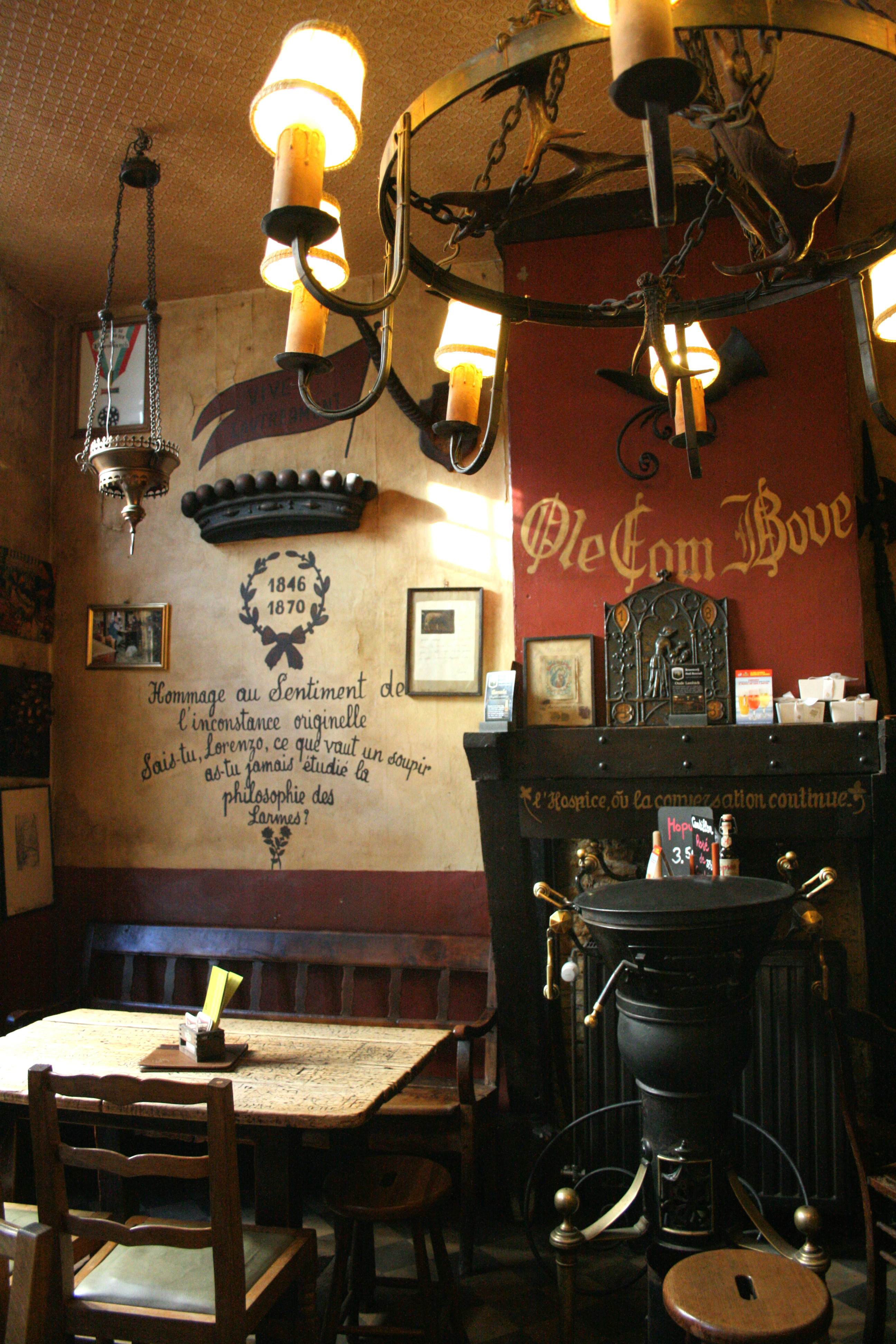
L'intérieur en 2009.
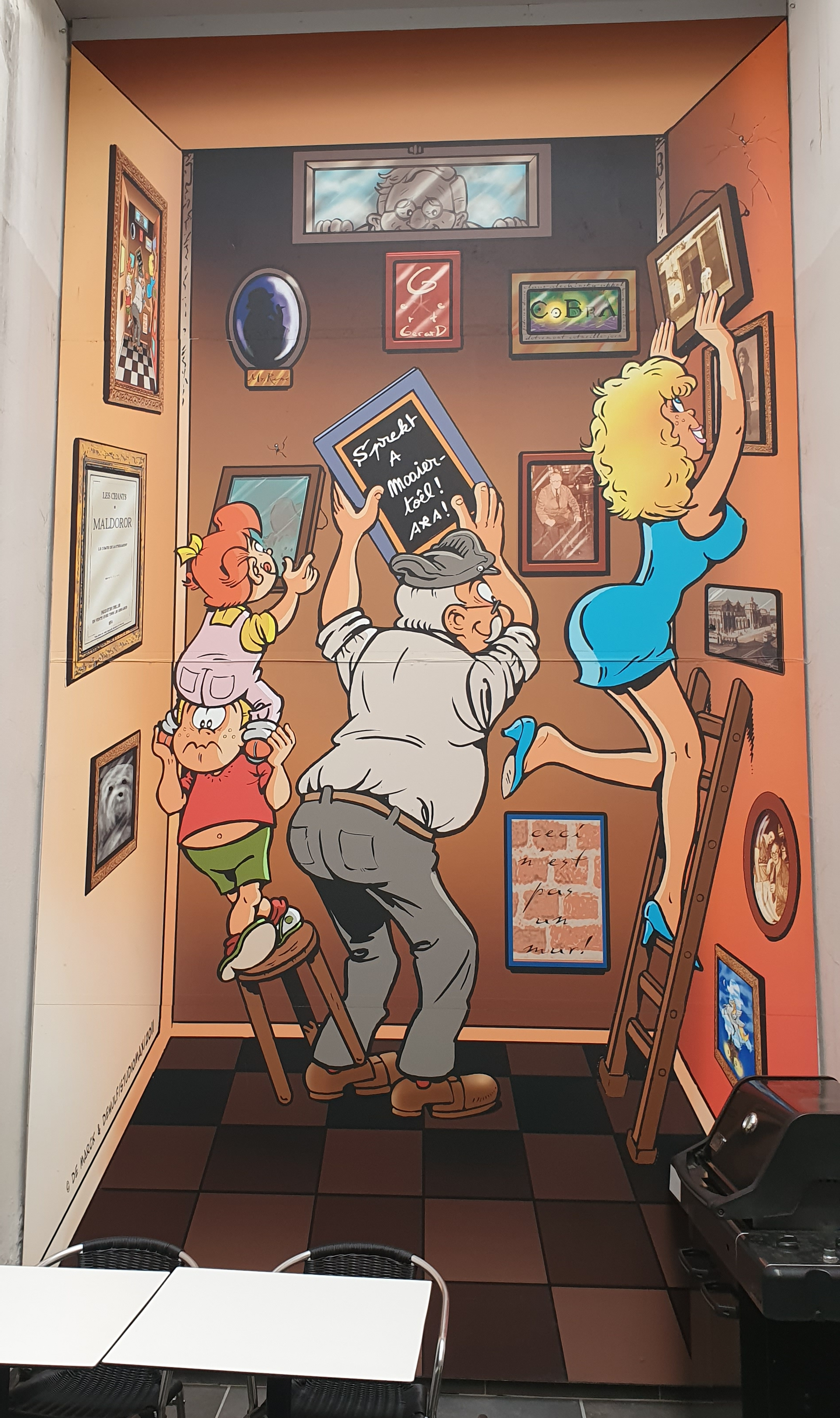
Fresque BD, en 2021.

## Extension
Depuis sa réouverture en 2007, le café, à l'étroit, s'est agrandi sous une véranda dans la cour arrière et dispose également d'une salle de spectacle et de locaux dans l'immeuble mitoyen, immeuble qui abrita notamment le premier local du Parti communiste de Belgique dans les années 1920.